# 見方 (北広島市)
株式会社見方（みかた）は、北海道北広島市にある株式会社。

## 沿革
- 1949年9月　創業者見方健一が、札幌市中央区南6条西8丁目に「蒲鉾の見方商店」を創業。
- 1960年1月　「有限会社見方蒲鉾店」として有限会社に組織変更。
- 1987年9月　株式会社に組織変更。
- 1992年5月　北広島市大曲工業団地に本社工場を新築。
- 1992年6月　旧本社工場を第2工場に名称変更。
- 1997年8月　本社工場に400平方メートル（300パレット）の冷凍保管庫を増築。
- 2002年11月 盛込済冷凍御節の本格生産を開始するため本社工場に充填・盛付室98％無菌室環境のクリーンルームを新設。
- 2004年6月　本社工場に1000平方メートル（1000パレット）の冷凍保管庫を新設。クリーンルーム（充填・盛付室）を従来の3倍の広さに増築する。
- 2008年7月1日　第2工場にて花畑牧場生キャラメルの委託生産を開始[1]
- 2009年7月31日　第2工場花畑牧場生キャラメルの委託生産を一時閉鎖[2]
- 2009年8月　一般消費者向け商品企画及び商品販売を行う、株式会社北のシェフを設立。
- 2009年9月　創業60周年。
- 2018年12月　エア・ウォーター株式会社の完全子会社となる。

## 主な商品
業務用冷凍食品の製造 - 和食料理全般、洋食料理全般、エスニック料理全般、中華料理全般、パイ製品・冷凍洋菓子・冷凍焼き菓子・冷凍ムース、生寿司・冷凍寿司、冷凍御節など

## 工場
- 本社工場　北海道北広島市大曲工業団地2丁目1-3
- 第2工場　北海道札幌市中央区南7条西9丁目